# Mandiner
A 2024-ben alapított Mandiner Novum Zrt. által kiadott Mandiner, egy 1999-ben alapított magyar hírportál (Mandiner.hu), amely 2019. szeptember 12-től nyomtatott hetilapként is megjelenik minden csütörtökön. A kiadvány a magyar kormány által „nemzetstratégiai jelentőségűnek” minősített Közép-Európai Sajtó és Média Alapítvány (KESMA) terméke volt, majd 2025-ben a Mathias Corvinus Collegium-hoz került. A lap szabadelvű-konzervatívnak, nemzeti liberálisnak, nemzeti konzervatívnak vallja magát.

## Története
Eredetileg a Fidelitas „Hírlevél” című kiadványát követő, 1999-ben indult „Utolsó Figyelmeztetés” (UFI) nevű nyomtatott lap utódjaként, 2009-ben jött létre a Mandiner.hu hírportál.  Főszerkesztője 2009 és 2016 között Balogh Ákos Gergely volt. Helyét 2016. szeptember 1-jétől Rajcsányi Gellért addigi főszerkesztő-helyettes vette át. 2017-ben Tombor András cége a Mandiner Press Korlátolt Felelősségű Társaság   megvette a Mandiner.hu üzemeltetési jogait. 2017 decemberében az Atmedia Korlátolt Felelősségű Társaság megszerezte a mandiner.hu felületeinek reklámértékesítését. A „Mandiner” 2019. szeptember 12-től hetilap formátumban is megjelenik: riportokkal, interjúkkal, elemzésekkel és a legváltozatosabb véleménycikkekkel. Sajtóban megjelent információk szerint a Heti Válasz egykori olvasótáborának szánt, hetente megjelenő, nyomtatott lapszám előfizethető, amellyel az olvasók számára hozzáférhetőekké válnak a nyomtatott lapszám online elérhető cikkei is.
Nem vagyunk függetlenek, de iróniával szemléljük magunkat és a hozzánk közel álló politikai tábort is. Hiszünk a vélemények sokszínűségében, a szabadságban, a hagyományban, a magyar történelemben és nevetnünk kell, ha Batiz Andrást látjuk a televízióban.

## Munkatársai
(2023. március 2. állapot)
- Lapigazgató: Szalai Zoltán[23]

### Mandiner.hu
- Főszerkesztő: Kereki Gergő
- Főszerkesztő-helyettes: Kacsoh Dániel
- Rovatvezetők: Béres Sándor (Newsroom), Csisztu Zsuzsa (Sport), Földházi Árpád (Fotó), Kacsoh Dániel (Közélet), Pintér Lívia (Makronóm), Pócza István (Reakció), Rajcsányi Gellért (Külföld, Kultúra)
- Főmunkatársak: Maráczi Tamás, Sal Endre, Szilvay Gergely, Vágvölgyi Gergely

### Mandiner hetilap
- Főszerkesztő: Szalai Zoltán
- Főszerkesztő-helyettes: Kereki Gergő, Szalai Laura
- Lapszerkesztők: Balogh Ákos Gergely, Leimeiszter Barnabás, Őry Krisztina